# Olaf Storm
Pour les articles homonymes, voir Storm.
Olaf Storm, pseudonyme de Kurt Theodor von Kann, né le 10 janvier 1894 à Richterich (Empire allemand, actuellement un district d'Aix-la-Chapelle en Allemagne) et mort le 11 ou 12 mars 1931 à Berlin, est un acteur de cinéma allemand du cinéma muet.

## Biographie
Olaf Storm est une star du début du cinéma allemand et a tenu le rôle principal dans des films tels que The Stranger de Alster Street. Il est également apparu dans des rôles de soutien dans Le Dernier des hommes et Metropolis.
Il avait sa propre société de production, Olaf Film.

## Filmographie (sélection)
- 1920 : Nat Pinkerton in the Fight (en)
- 1920 : From the Files of a Respectable Woman (en)
- 1921 : Your Brother's Wife (en)
- 1921 : Begierde (it)
- 1921 : Die Fremde aus der Elstergasse d'Alfred Tostary
- 1922 : Fräulein Julie de Felix Basch : The Bridegroom
- 1922 : The Moneylender's Daughter (en)
- 1922 : Das Straßenmädchen von Berlin (en) : Baron Axel von Rhode
- 1922 : Docteur Mabuse, le joueur (non crédité)
- 1924 : Die Stimme des Herzens (de) : Harald Nielsen, Thompson Sekretär
- 1924 : Le Dernier des hommes (Der letzte Mann)
- 1926 : Falsche Scham (de)
- 1927 : Wochenendzauber
- 1927 : Metropolis : Jan (non crédité)
- 1927 : Forbidden Love (en)